# Raheem Sterling
Raheem Shaquille Sterling (født 8. december 1994 i Kingston, Jamaica) er en engelsk fodboldspiller, der spiller for Chelsea FC. Her kom han fra Manchester City . Han har tidligere spillet for Liverpool Fc.

## Karriere

### Ungdom
Da Sterling var 10 år, skiftede han til Queens Park Rangers. Han spillede i Queen Park Rangers i syv år, indtil han i 2010 blev hentet til Liverpool af træner Rafa Benitez for en transfersum på £600.000, hvilket kunne stige til £5.000.000 afhængig af antallet af førsteholdskampe.

### Liverpool F.C.
Selvom han på dette tidspunkt stadig spillede for klubbens ungdomshold, fik han den 1. august 2010 sin debut for klubben imod Borussia Mönchengladbach i en venskabskamp. Han scorede sit første mål for ungdomsholdet imod Hibernian FC. Efter et halv år på Liverpools ungdomshold samt to på U21 holdet (reserveholdet), blev han i 2012 rykket op til seniortruppen. Den 24. marts 2012 fik Sterling sin officielle debut for klubben imod Wigan Athletic, som blot 17 årig. Han blev hermed den 2. yngste spiller der havde spillet for Liverpool.
I august 2012 fik Sterling sin debut i Europa League imod FC Gomel, hvor han kom på banen fra bænken i 23' minut, hvor han erstattede en skadet Joe Cole. Han scorede ugen efter sit første mål for Liverpool i venskabskamp imod Bayer Leverkusen, der endte 1-0.
Den 23. august 2012 startede han for første gang inde på banen for Liverpool i en Europa League-kvalifikationskamp imod Hearts.